# Praxitelīs Vouros
Praxitelīs Vouros (in greco Πραξιτέλης Βούρος; Mitilene, 5 maggio 1995) è un calciatore greco, difensore dell'Apollōn Limassol.

## Palmarès

### Club

#### Competizioni nazionali
- Campionato greco: 3

Olympiakos: 2013-2014, 2014-2015, 2015-2016
- Coppa di Grecia: 1

Olympiakos: 2014-2015
- Campionato cipriota: 2

APOEL: 2017-2018, 2018-2019
- Supercoppa di Cipro: 1

APOEL: 2019